# Winifred M. Deans
Winifred Margaret Deans (* 9. Oktober 1901 in New Milton, Hampshire; † 7. Juni 1990 in Milltimber, Aberdeenshire) war eine britische Übersetzerin zumeist deutscher wissenschaftlicher Werke aus den Gebieten Mathematik und Physik ins Englische.

## Leben
Winifred Deans studierte Mathematik an der University of Aberdeen und schloss ihr Studium 1922 mit einem Master-Grad ab. 1923 erwarb sie ebenfalls in Aberdeen den Grad B.Sc. (Bachelor of Science). Anschließend wechselte sie an das Newnham College der University of Cambridge und absolvierte dort 1925 erfolgreich den ersten Teil der Tripos-Prüfungen. Anschließend lehrte sie für zwei Jahre Mathematik und Physik an einer Mädchenschule in Harrow, kehrte dann aber nach Aberdeen zurück, wo sie 1927 ein Diplom für Pädagogik erwarb. Sie beschloss jedoch, den Lehrerberuf aufzugeben, und nahm eine Stelle als stellvertretende Wissenschaftsredakteurin im Verlag Blackie and Son, Ltd. in Glasgow an.
Ihre Kenntnisse sowohl in Mathematik und Physik als auch in Fremdsprachen führten dazu, dass sie eine bedeutende Übersetzerin speziell deutscher Autoren wurde. Sie trug dazu bei, dass Werke exilierter Wissenschaftler im englischen Sprachraum verbreitet wurden. Sie übersetzte Werke von Max Born, Robert Wichard Pohl, Peter Debye, Erwin Schrödinger, Richard Gans sowie von Louis de Broglie und Léon Brillouin ins Englische. Ihre Übersetzung der Geschichte von Alfred Wegeners Grönland-Expedition 1930–1931 erschien 1939. 
Nach dem Zweiten Weltkrieg arbeitete Winifred Deans bis zu ihrer Pensionierung im Jahr 1966 im Commonwealth Bureau of Animal Nutrition in Aberdeen. Ihre letzte bedeutende Übersetzung ist die eines Standardwerks von Ludwig Prandtl zur Fluiddynamik und wurde 1952 ebenfalls bei Blackie and Son veröffentlicht. 

## Übersetzungen ins Englische (Auswahl)
- Erwin Schrödinger: Collected Papers on Wave Mechanics. Blackie & Son, London, Glasgow 1928 (Übersetzt mit J. F. Shearer).
- Louis de Broglie, Léon Brillouin: Selected Papers on Wave Mechanics. Blackie & Son, London, Glasgow 1928, S. 151.
- Robert W. Pohl: Physical Principles of Electricity and Magnetism. Blackie & Son, London, Glasgow 1930, S. xi, 356.
- Robert W. Pohl: Physical Principles of Mechanics and Acoustics. Blackie & Son, London, Glasgow 1932, S. xii, 338.
- Peter J. W. Debye (Hrsg.): The Interference of Electrons. Blackie & Son, London, Glasgow 1931.
- Richard Gans: Vector Analysis and Applications to Physics. Blackie & Son, London, Glasgow 1932.
- Peter J. W. Debye (Hrsg.): The Structure of Molecules. Blackie & Son, London, Glasgow 1932, S. 190.
- Max Born: The Restless Universe. Blackie & Son, London, Glasgow 1935.
- Else Wegener, Fritz Loewe (Hrsg.): Greenland journey, the story of Wegener’s German expedition to Greenland in 1930–31 as told by members of the expedition and the leader’s diary. Blackie & Son, London, Glasgow 1939, S. xx, 295.
- Ludwig Prandtl: Essentials of Fluid Dynamics: With Applications to Hydraulics, Aeronautics, Meteorology and Other Subjects. Blackie & Son, London, Glasgow 1952, S. 452.